# Langya

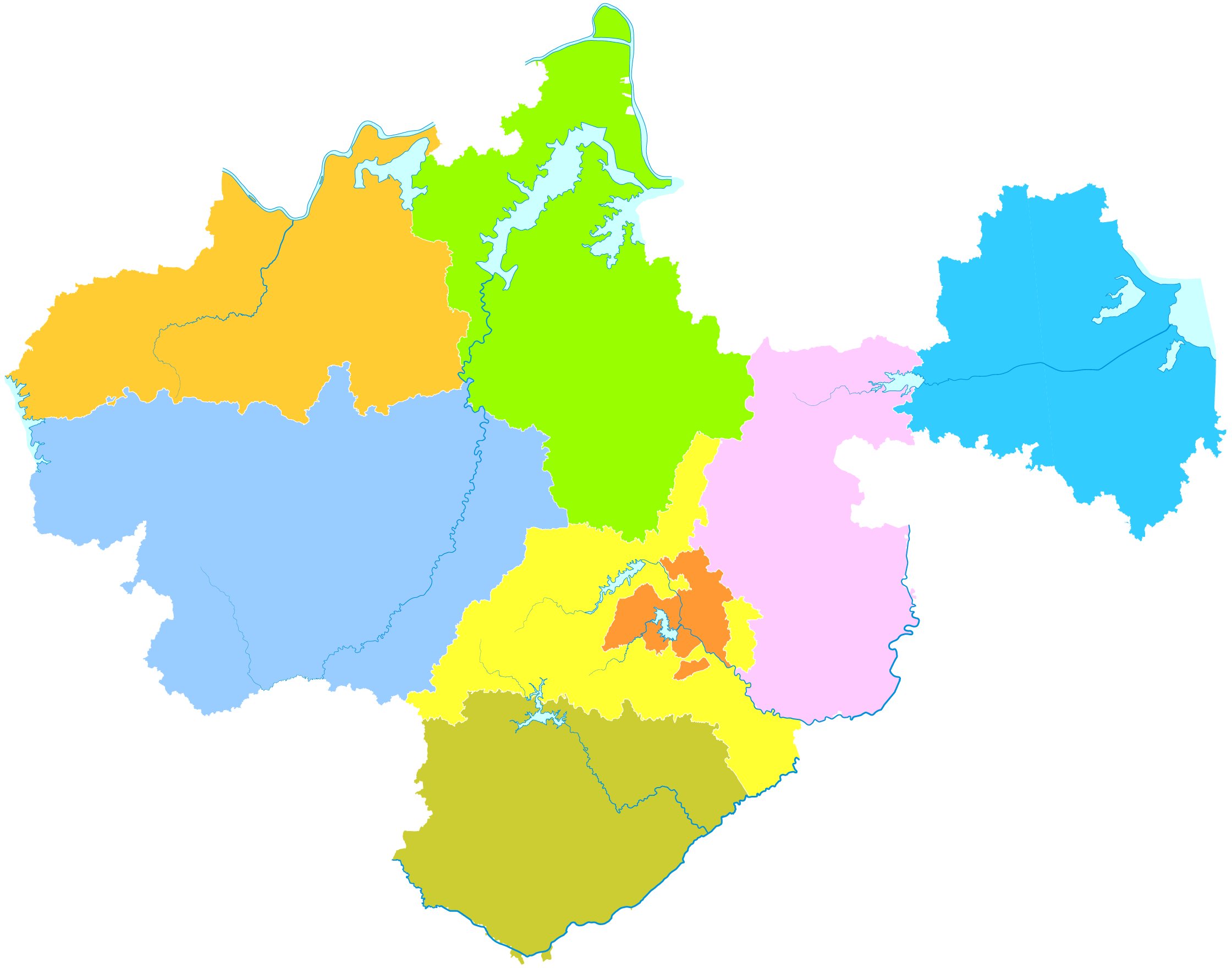
Lage des Stadtbezirks Nanqiao im Gebiet der bezirksfreien Stadt Chuzhou

Der Stadtbezirk Langya (chinesisch 琅琊区, Pinyin Lángyá Qū) ist ein Stadtbezirk der bezirksfreien Stadt Chuzhou in der chinesischen Provinz Anhui. Er hat eine Fläche von 256,1 Quadratkilometern und zählt 326.000 Einwohner (Stand: Ende 2018). Er ist Zentrum und Sitz der Stadtregierung von Chuzhou.
Nach der Bildung der bezirksfreien Stadt Chuzhou durch Zusammenschluss der Kreisstadt Chuzhou und des Landkreises Chu im Dezember 1992 wurde das Gebiet der früheren Kreisstadt Chuzhou in die beiden Stadtbezirke Langya und Nanqiao aufgeteilt. Die Bezirksverwaltung von Langya nahm im Januar 1993 ihre Arbeit auf.

## Administrative Gliederung
Auf Gemeindeebene setzt sich der Stadtbezirk aus acht Straßenvierteln zusammen. 